# 프랭크 콜리슨
프랭크 콜리슨(Frank Collison, 1950년 2월 14일 ~ )은 미국의 배우이다.
에번스턴에서 태어났다.

## 출연 작품
- 룬스톤 (2018년)
- 유어 고너 미스 미 (2017년)
- 벅샷 (2017년)
- 더 히어로 (2017년) - 꿈 속의 남자 역
- 더 포스 (2016년)
- L.A. 슬래셔 (2015년)
- 그랜마 (2015년)
- 히치콕 (2012년)
- 라디오 프리 앨브무스 (2010년)
- 히셔 (2010년) - 퓨너럴 디렉터 역
- 팬츠 온 파이어 (2008년)
- 해프닝 (2008년)
- 콜백 (2005년)
- 서스펙트 제로 (2004년)
- 나인 야드 2 (2004년)
- 빌리지 (2004년) - 빅터 역
- 히달고 (2004년)
- 사랑의 캔버스 (2003년) - 피셔 역
- 어 크랙 인 더 플로어 (2001년)
- 케이 팩스 (2001년)
- 마제스틱 (2001년)
- 닥터 퀸 - 더 무비 (1999, Dr. Quinn Medicine Woman: The Movie)
- 캐머플러지 (1999년)
- S.F.W. (1994년)
- 12시 01분 (1993년)
- 미드나잇 스팅 (1992년)
- 또다른 선택 (1992년)
- 론머 맨 (1992년)
- 돌맨 (1991년)
- 마지막 보이 스카웃 (1991년) - 파블로 역
- 욕망의 거리 (1990년)
- Elvira, Mistress of the Dark (1988)
- 우주 생명체 블롭 (1988년)
- 돌격 준비 (1986년)

### 텔레비전
- 닥터 퀸 (1993-98)
- 카니발 (2003-05)